# Richard Legendre
Pour les articles homonymes, voir Legendre.
Richard Legendre (19 janvier 1953 à Montmagny) est un sportif et homme politique québécois œuvrant sur la scène provinciale. Il est depuis le 13 août 2007 le vice-président exécutif de l'Impact de Montréal, un club de soccer.

## Biographie
En 1971, il devient champion junior de tennis du Canada. Après des études en récréologie à l'Université du Québec à Trois-Rivières, il devient consécutivement directeur de deux circuits de tennis, soit celui d'Alcan, puis celui de Molson. Il poursuit sa carrière dans le domaine du tennis comme coordonnateur du marketing au Club TenniSport de Québec. Il est par la suite nommé directeur des Internationaux de tennis du Canada du Maurier en 1988 à Montréal (maintenant le Masters du Canada). Sa principale réalisation à ce titre est le financement par des commanditaires majeurs et par les gouvernements pour l'agrandissement du stade du parc Jarry où se tient l'omnium.

### Carrière politique
Il est élu député de la circonscription de Blainville pour la première fois pour le Parti québécois lors d'élections partielles le 1er octobre 2001, à la suite de la démission de Céline Signori. En novembre 2001, il devient Ministre responsable de la Jeunesse, du Tourisme, du Loisir et du Sport ainsi que ministre responsable de la région des Laurentides.  À ces fonctions s'ajoutent celles de ministre responsable de la Faune et des Parcs en janvier 2002.
À l'élection générale québécoise de 2003, il est réélu député de Blainville malgré la défaite du Parti québécois aux mains du Parti libéral du Québec. Il devient porte-parole de l'opposition en matière de régions et d'affaires municipales.
À la suite de la démission de Bernard Landry en 2005 comme chef du Parti québécois, il s'est lancé dans la course à la direction du parti qu'il perd finalement le 15 novembre 2005 avec 7,48 % soit la 3e position avec 7 877 votes dont il se montre tout de même satisfait. C'est alors André Boisclair qui l'emporte avec une majorité de 53,68 %.
Il est battu aux élections de 2007 en récoltant 14 184 voix, derrière l'adéquiste Pierre Gingras avec 17 731 voix.
Il est professeur associé au programme de deuxième cycle en management du sport de HEC Montréal en 2019.

## Distinctions et prix
Il est intronisé au Temple de la renommée du tennis canadien le 5 août 2007.